# Six Shilling Cays
Six Shilling Cays – niezamieszkana wyspa w archipelagu Bahamów, na południowy zachód od Eleuthery, Current Island i Pimlico Islands, oraz na północny wschód od Nassau. W pobliżu wyspy, na południe, znajdują się dwie skały wystające z wody i mielizna. Wyspę oblewają wody Fleeming Channel.

## Historia
W grudniu 1944 roku amerykański ścigacz okrętów podwodnych USS SC-1059 utknął na mieliźnie w pobliżu Six Shilling Cays. Akcja ratunkowa, w której udział wzięli miejscowi rybacy, trwała kilka dni i zakończyła się uwolnieniem okrętu.
W późnych latach 80. XX wieku, Bernard Sweeting odkrył wrak statku, zatopiony pomiędzy dwoma formacjami skalnymi, 275 metrów na południe od Six Shilling Cays. Wrak może pochodzić z połowy XVI wieku.